# Sergio Angelini
Sergio Angelini (Querceta, 15 agosto 1914 – Forte dei Marmi, 23 gennaio 1990) è stato un calciatore e allenatore di calcio italiano, di ruolo attaccante.

## Carriera
Incominciò la sua carriera a diciassette anni nella prima squadra del Querceta (LU), club militante nei campionati di Seconda Divisione e Terza Divisione toscana. In seguito alla fusione tra Querceta e Forte dei Marmi che dette luogo ad una nuova società chiamata Nuova Italia, vestì anche la maglia di questo club.. La Nazione così lo descrisse il 18 dicembre 1931: "Gioca bene in ogni ruolo della squadra, ma il suo posto è quello di centro-avanti. Del reparto più avanzato è il cervello, la guida dai lanci precisi. Angelini imbastisce insidie ed entusiasmanti azioni a base di sconcertanti dribbling, fulminai passaggi, scatti con velocità irresistibile. Delle sue stoccate a rete non si sa più se ammirare la precisione o la rara potenza".
Dopo un'esperienza al Viareggio (1933-36), fu notato dal Livorno che lo tesserò tra il 1936 e il 1942 per complessive quattro stagioni in Serie A e due in Serie B. Le cronache sportive del 1940-41 esaltarono le partite che condusse da centravanti contro la Triestina (due reti). Il Corriere del Tirreno scrisse: "L'innesto di Angelini sembra aver iniettato lo zenzero nelle vene degli altri".
Durante l'occupazione tedesca dell'Italia, disputò il Campionato Alta Italia 1944 con la maglia dei Vigili del Fuoco di La Spezia, vincendo il girone misto ligure-emiliano dopo due semifinali contro il Bologna. In finale arrivarono La Spezia e il Torino che si affrontarono il 16 luglio 1944 all'Arena di Milano. La squadra del Grande Torino comprendeva: Griffanti, Cassano, Piacentini; Loik, Ellena, Gallea; Ossola, Piola, Gabetto, Mazzola, Ferraris II. Per i Vigili del Fuoco La Spezia giocavano: Bani, Persia, Borrini; Amenta, Gramaglia, Scarpato; Rostagno, Tommaseo, Angelini, Tori.  Nel primo tempo, al quarto d'ora, un bolide dal limite dell'area di rigore sparato da Angelini portò lo Spezia in vantaggio. Dopo cinque minuti pareggiò Silvio Piola, ma quando ormai il tempo sembrava concluso, per la seconda volta fu Angelini a battere il portiere della Nazionale, Griffanti, con un angolino, raso terra, imparabile. La Gazzetta dello Sport uscì il giorno dopo con un titolo su tutta la pagina: "Angelini e la sua orchestra" ispirato ad un famoso direttore di musica leggera di quegli anni.
Alla ripresa dei campionati regolari, torna al Livorno che lo pone in lista di trasferimento. Veste quindi la maglia del Prato; in seguito torna al Viareggio, del quale risulta essere il miglior marcatore in Serie B con 36 reti.
Nel 1948 passò alla Pro Sesto, debuttando anche come allenatore-giocatore, carriera che continuò al Forte dei Marmi, al Camaiore, Montecatini, ed al Pietrasanta Marina, vincendo più di un campionato e lanciando giocatori come Lazzotti e Piaceri. Portò il Querceta dalla Seconda categoria alla promozione nella stagione 1967-68, per lasciare definitivamente il calcio dopo la stagione 1971-72. Fu consigliere comunale e assessore al turismo nel Comune di Forte dei Marmi.

## Palmarès

### Giocatore

#### Competizioni nazionali
- Serie B: 1

Livorno: 1936-1937
- Campionato Alta Italia: 1

VV.FF. Spezia: 1944
- Serie C: 1

Prato: 1945-1946

## Galleria d'immagini

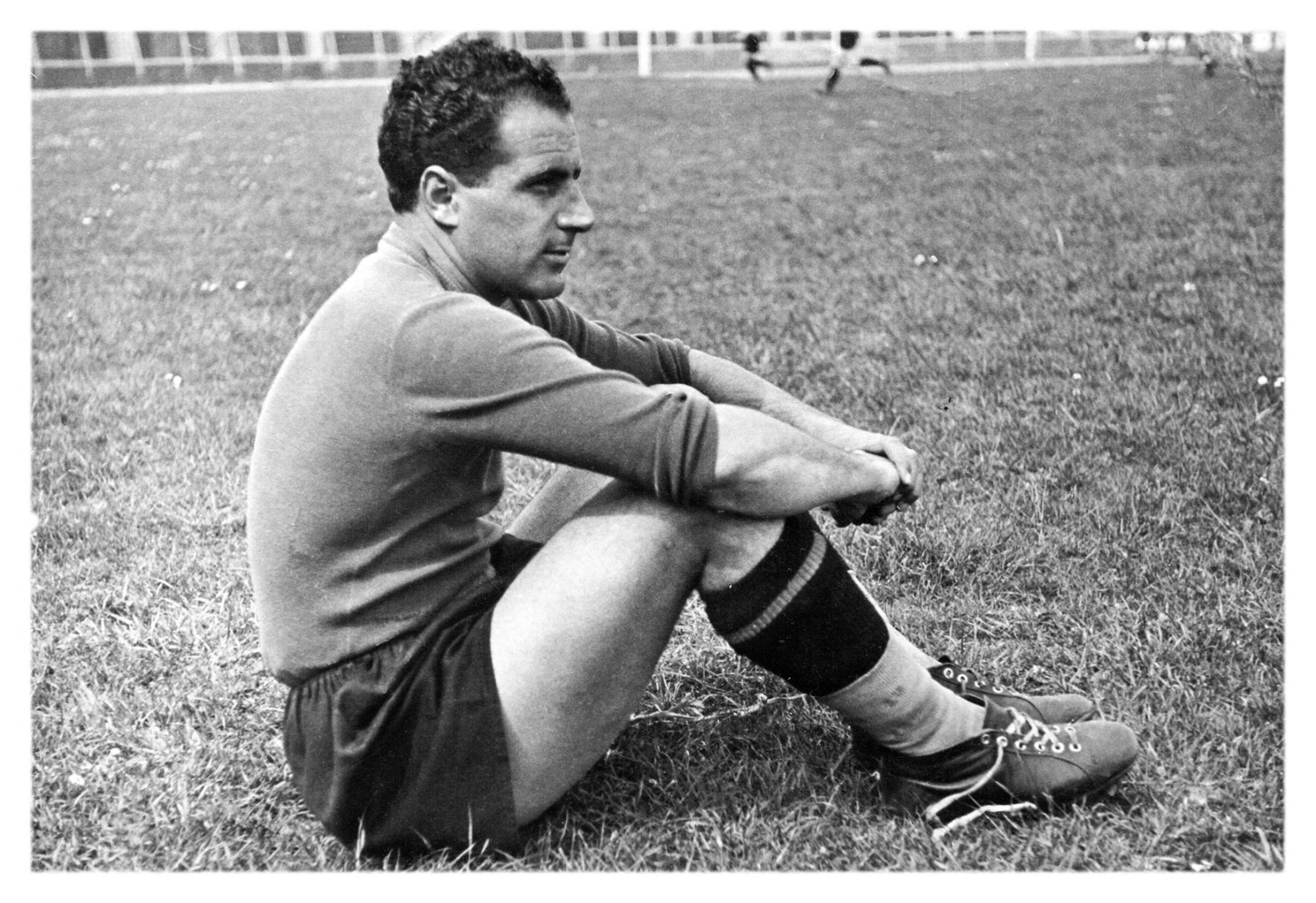
Sergio Angelini
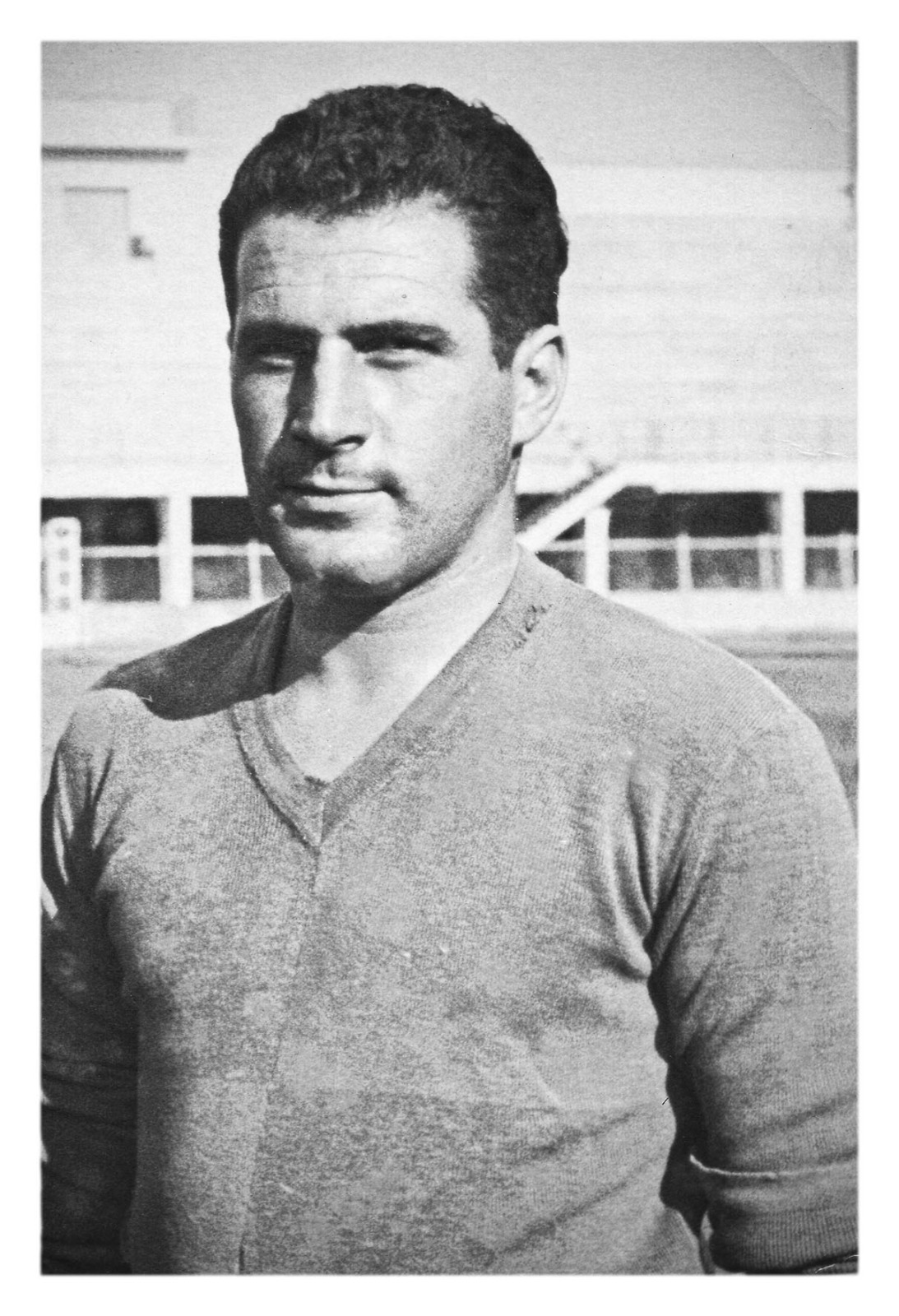
Sergio Angelini
La formazione del Gruppo Sportivo 42º Corpo dei Vigili del Fuoco 1943-1944 di La Spezia. In piedi: M. Tommaseo, G. Costa, P. Rostagno, il comandante Ing. Luigi Gandino, E. Borrini, R. Tori e S. Angelini. Accosciati: W. Persia, C. Scarpato, C. Amenta, S. Bani e B. Gramaglia.
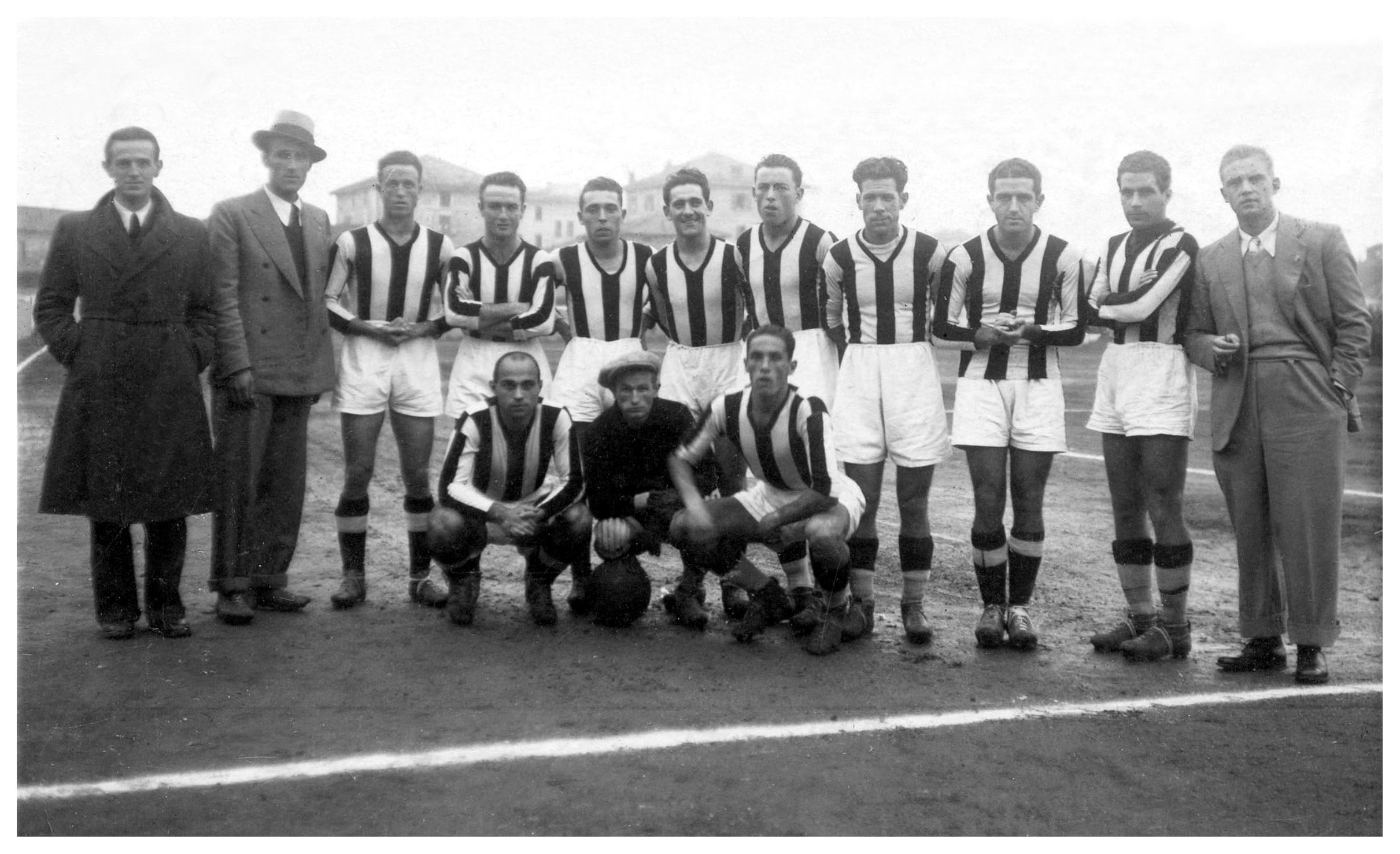
Squadra del Viareggio, stagione 1934-35
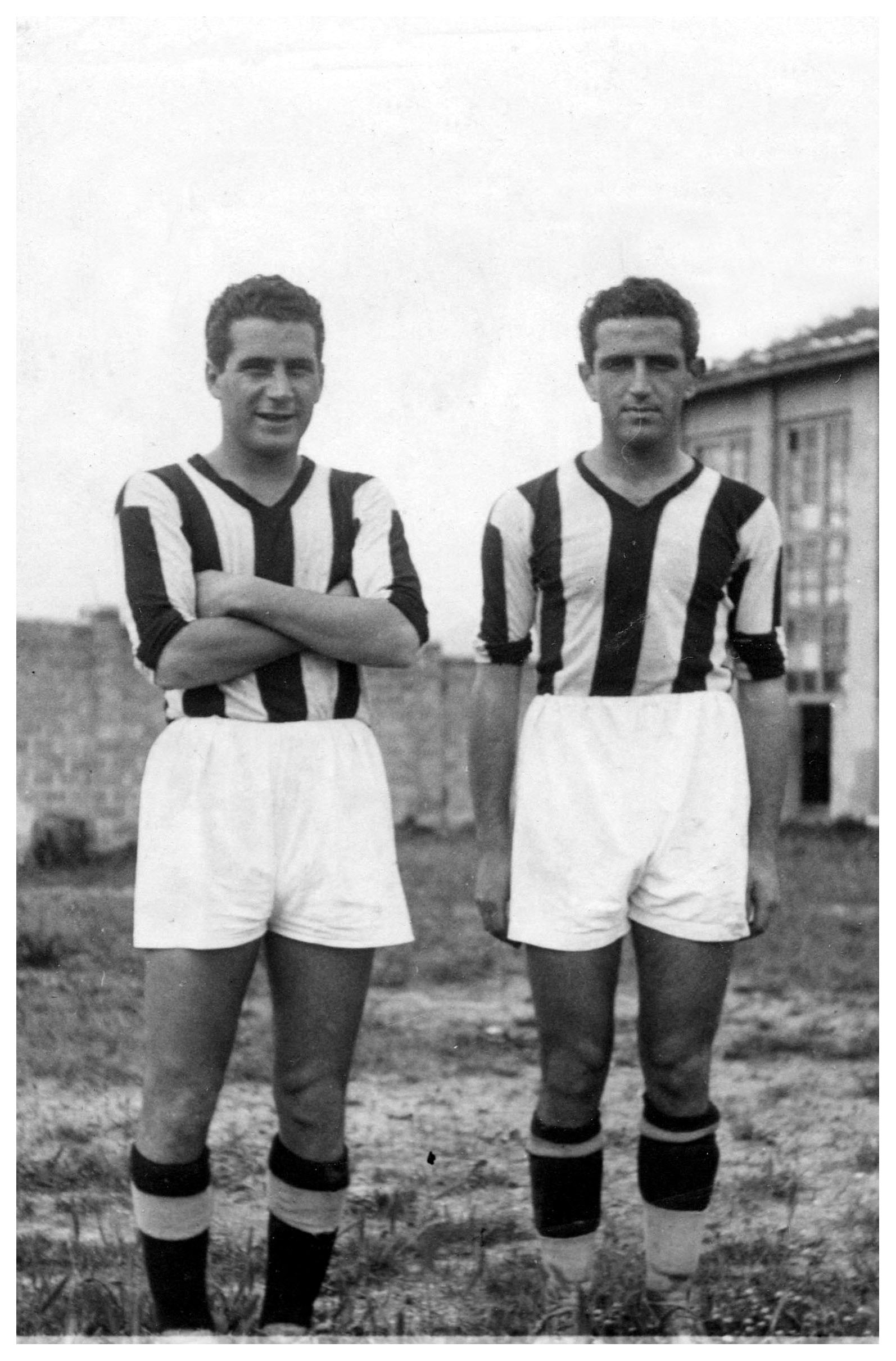
Angelini nel Viareggio, 1934-36
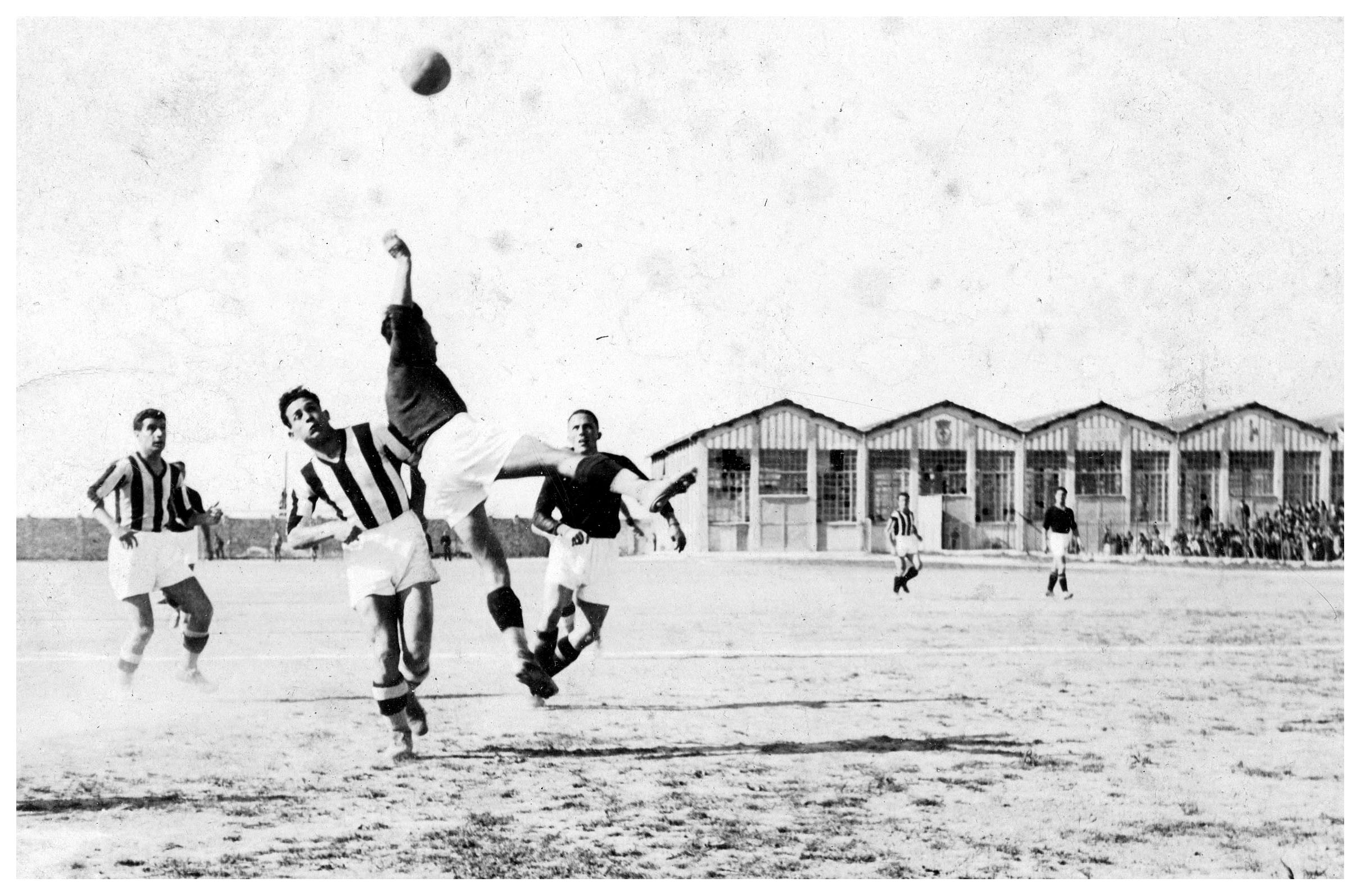
Viareggio-Catania 1-0, giocata il 31 marzo 1935
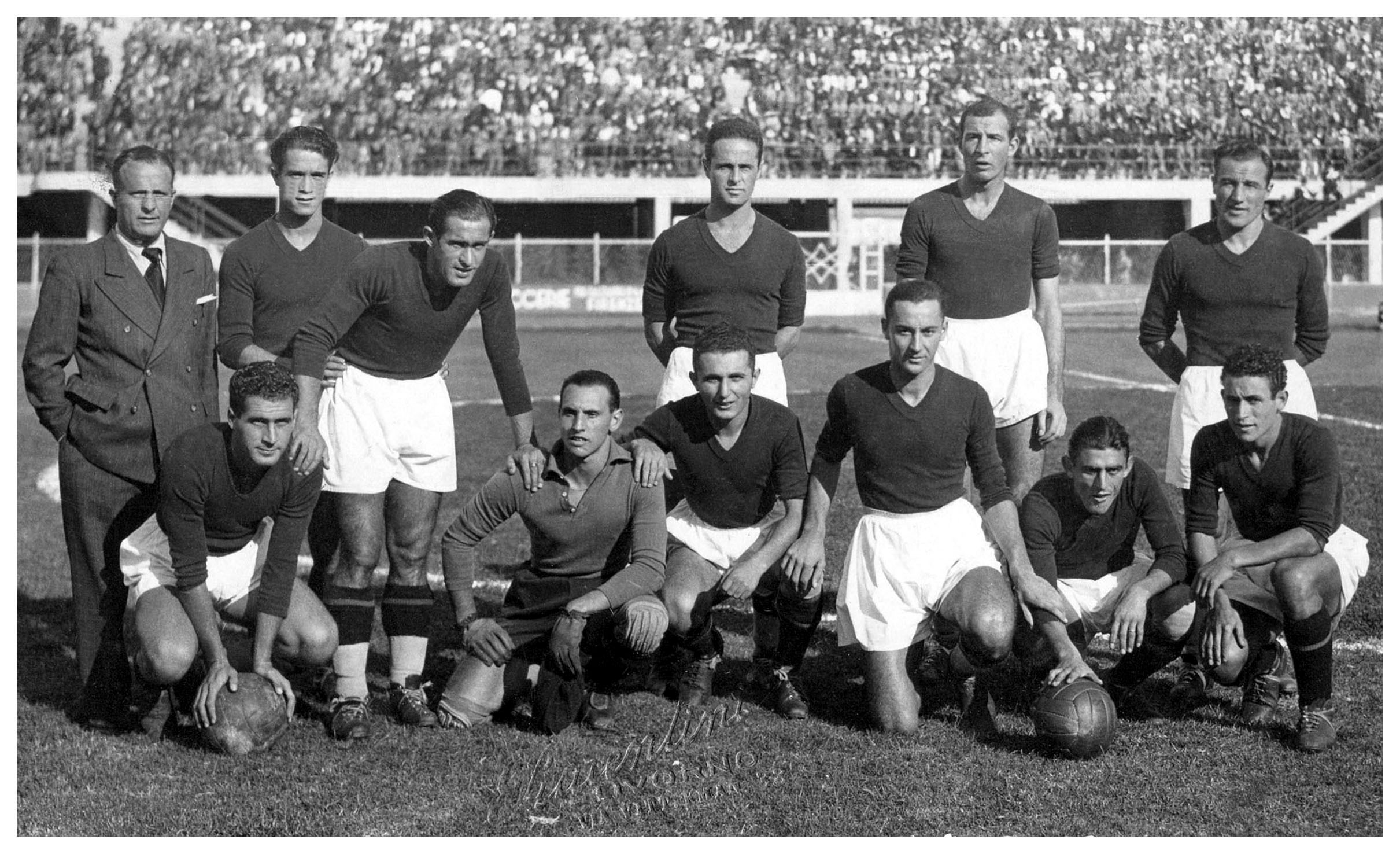
Livorno-Milan 1-2, giocata il 24 ottobre 1937
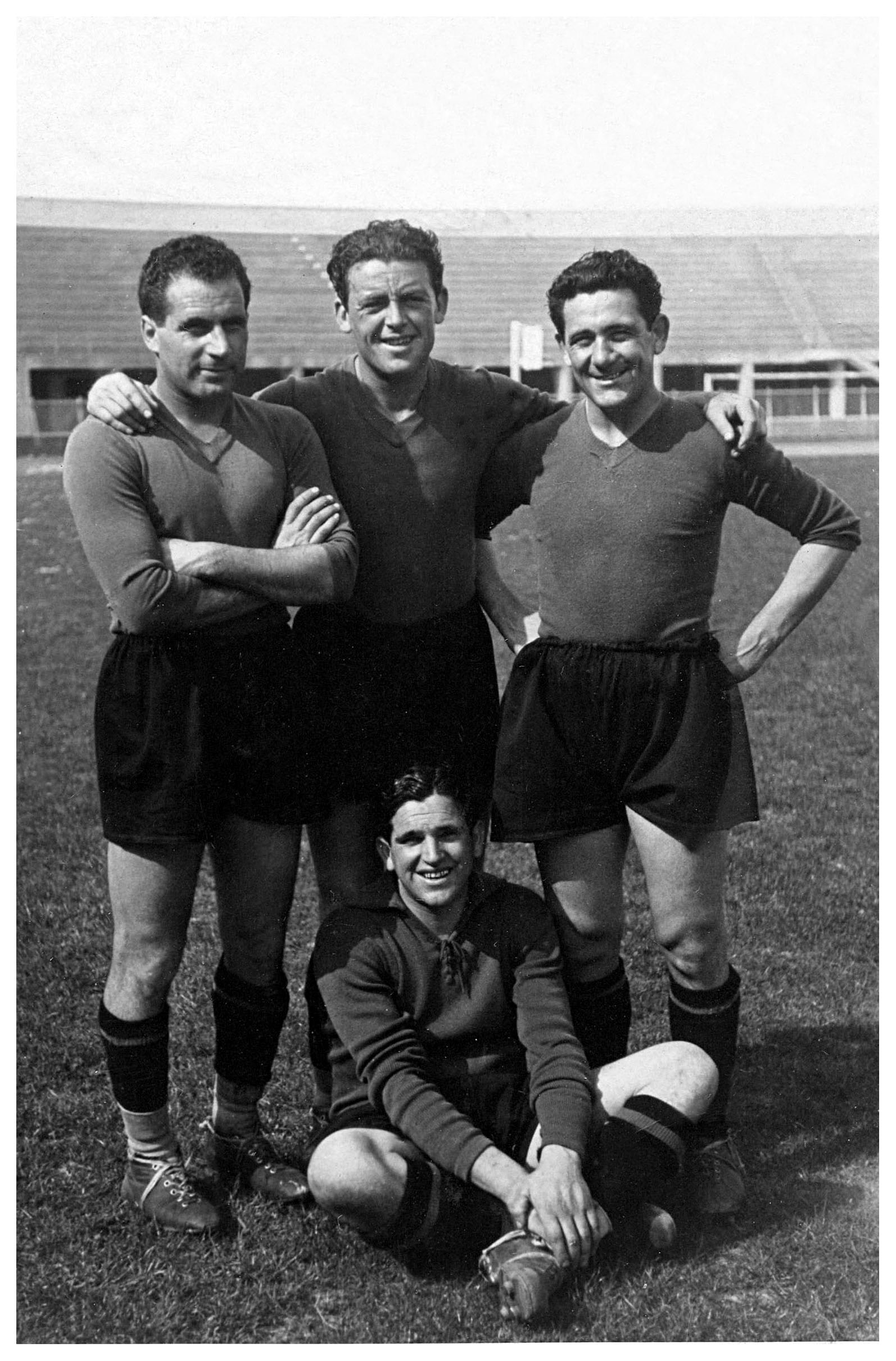
Angelini, Viani e Tori con la maglia del Livorno nel 1937
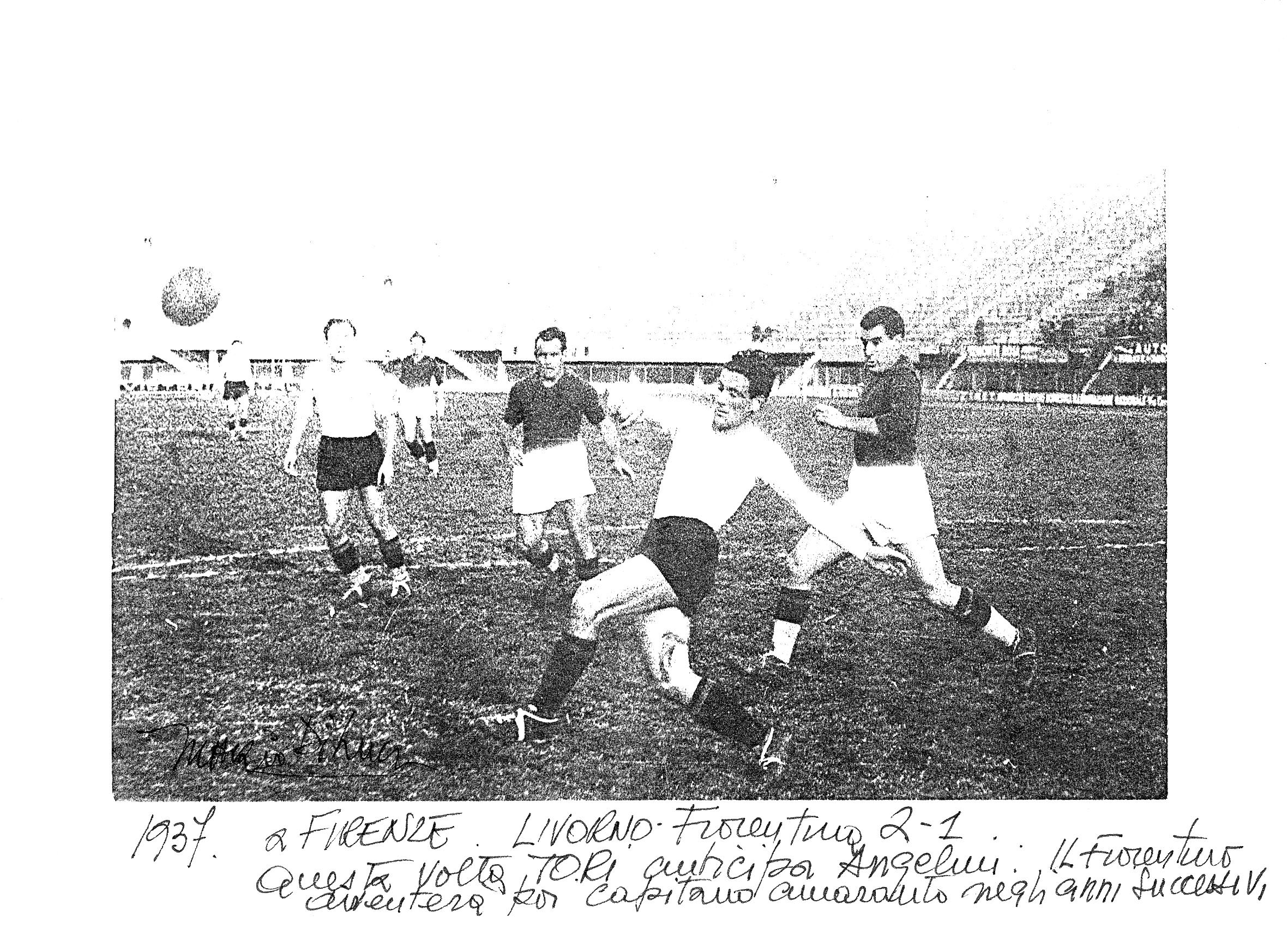
Fiorentina-Livorno 1-2, giocata il 19 dicembre 1937
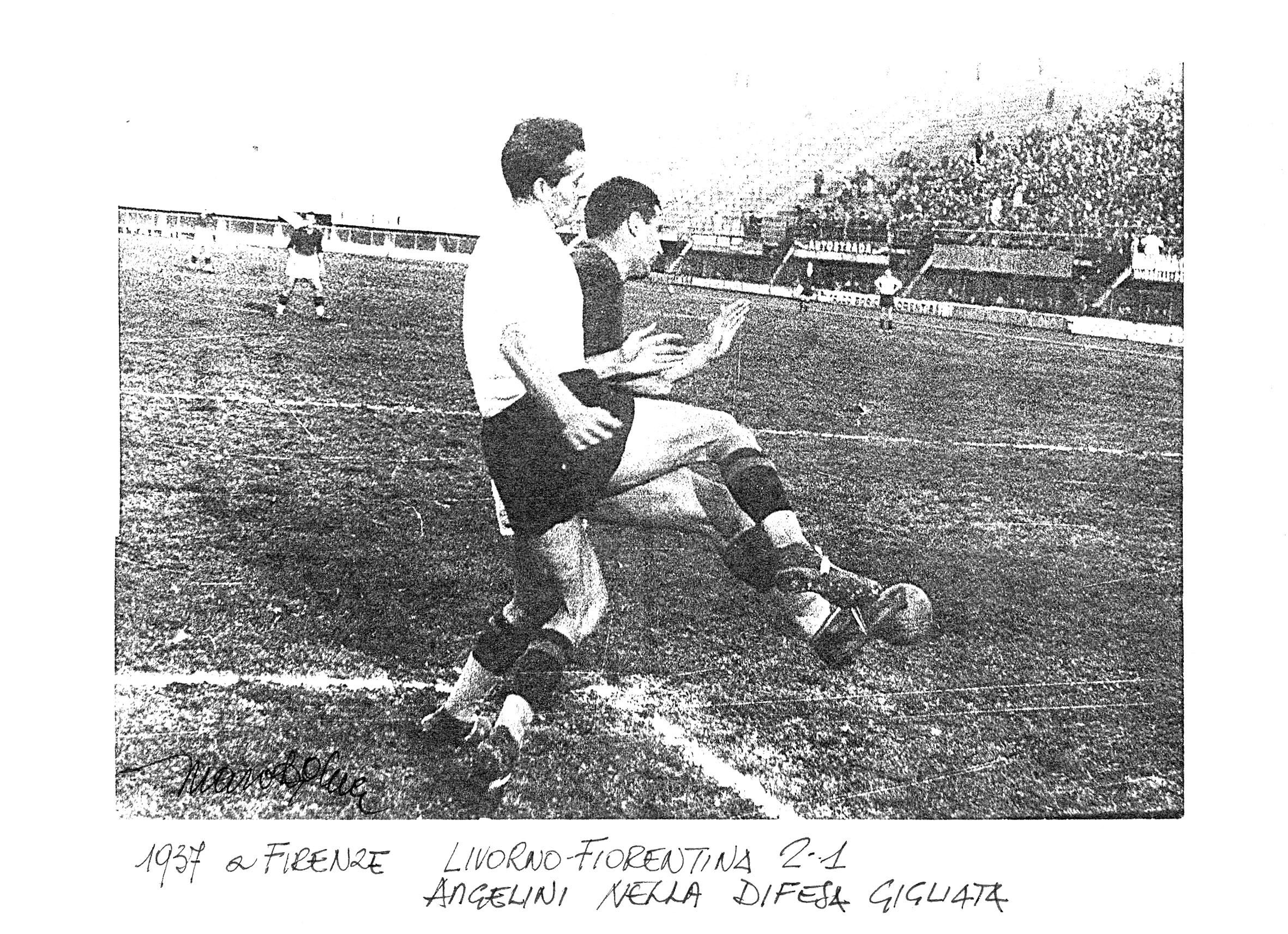
Fiorentina-Livorno 1-2, giocata il 19 dicembre 1937
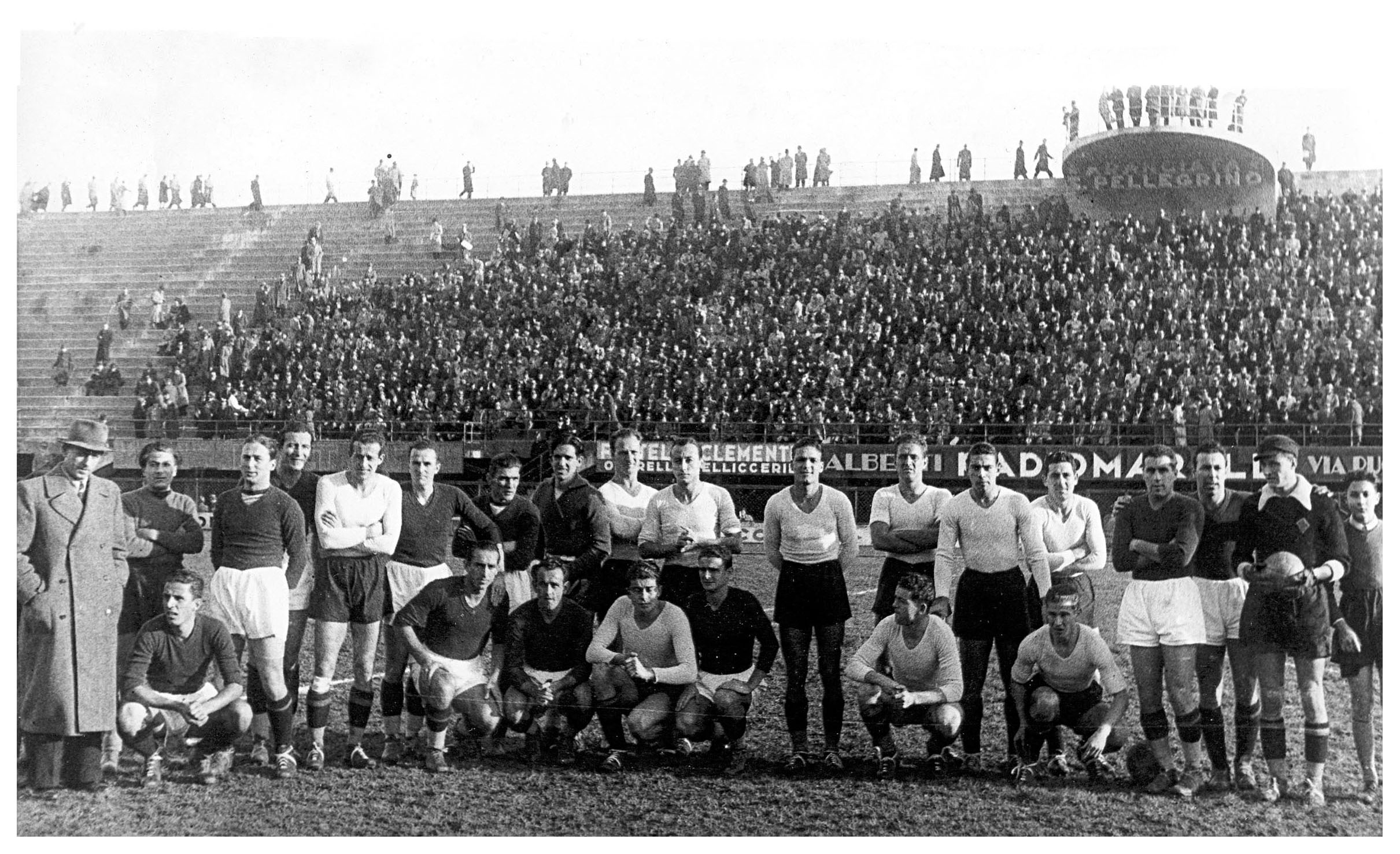
Fiorentina-Livorno 1-2, giocata il 19 dicembre 1937
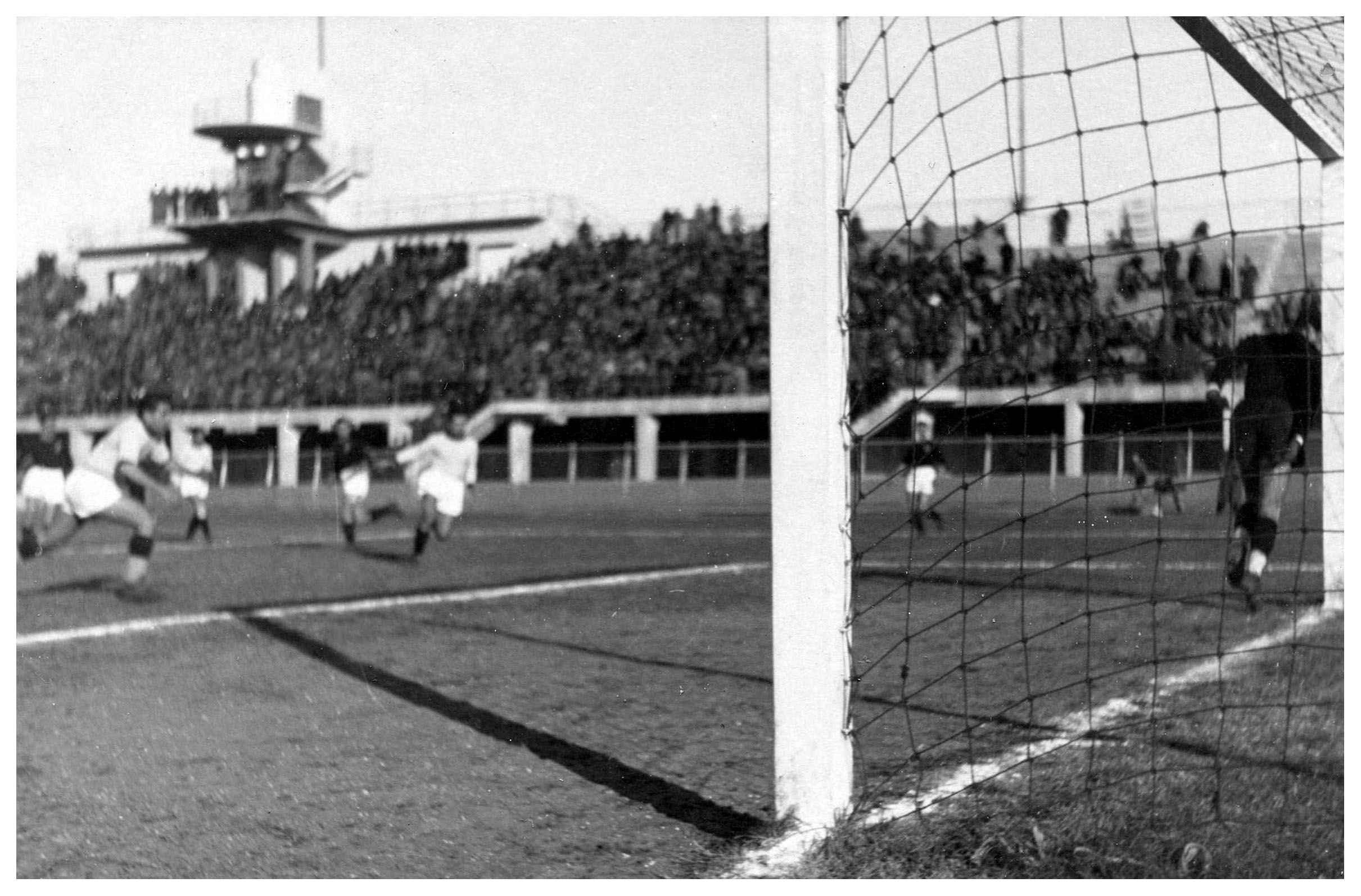
Livorno-Triestina 0-1, giocata il 2 gennaio 1938
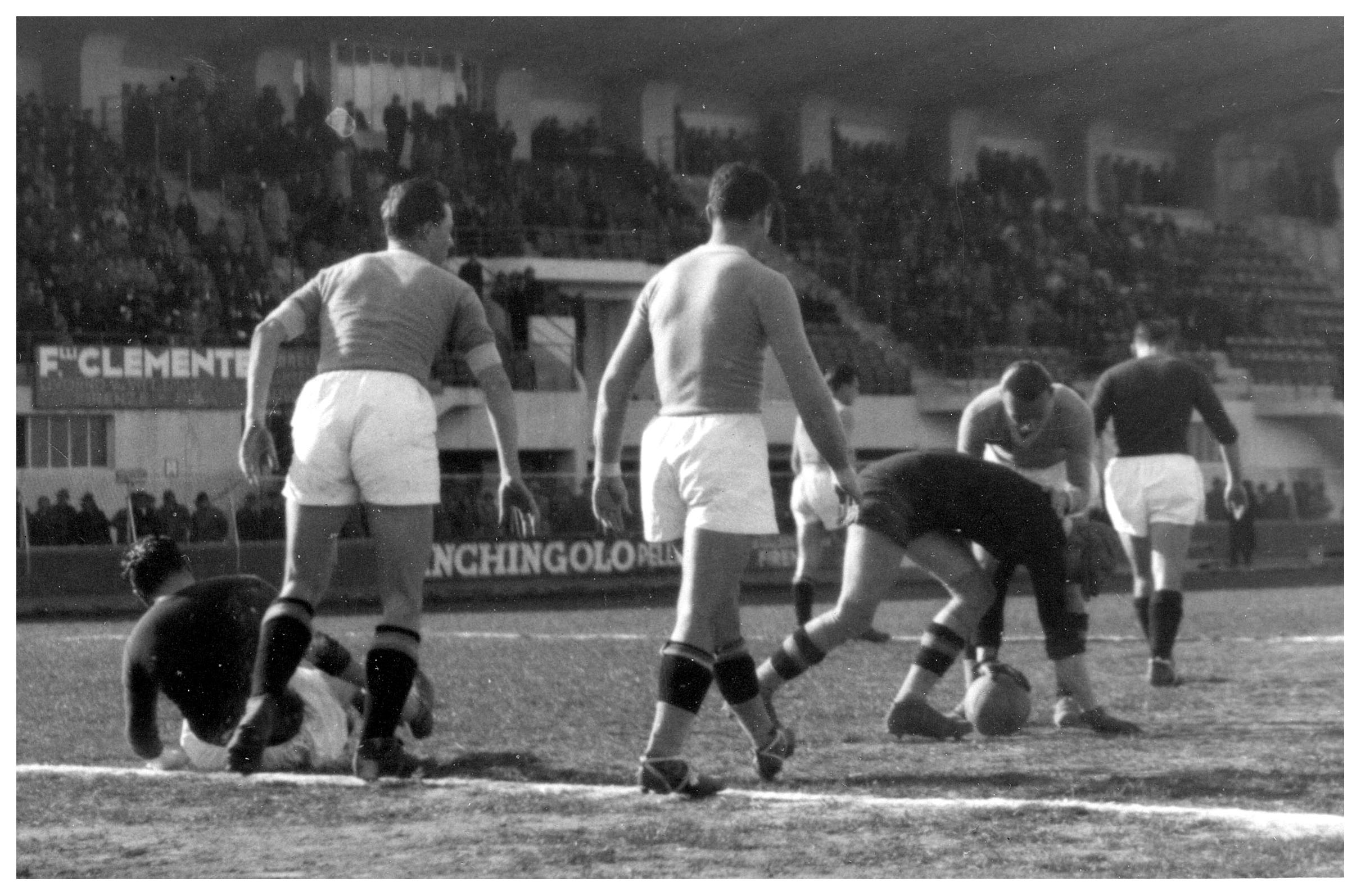
Livorno-Lazio 1-0, giocata il 13 marzo 1938
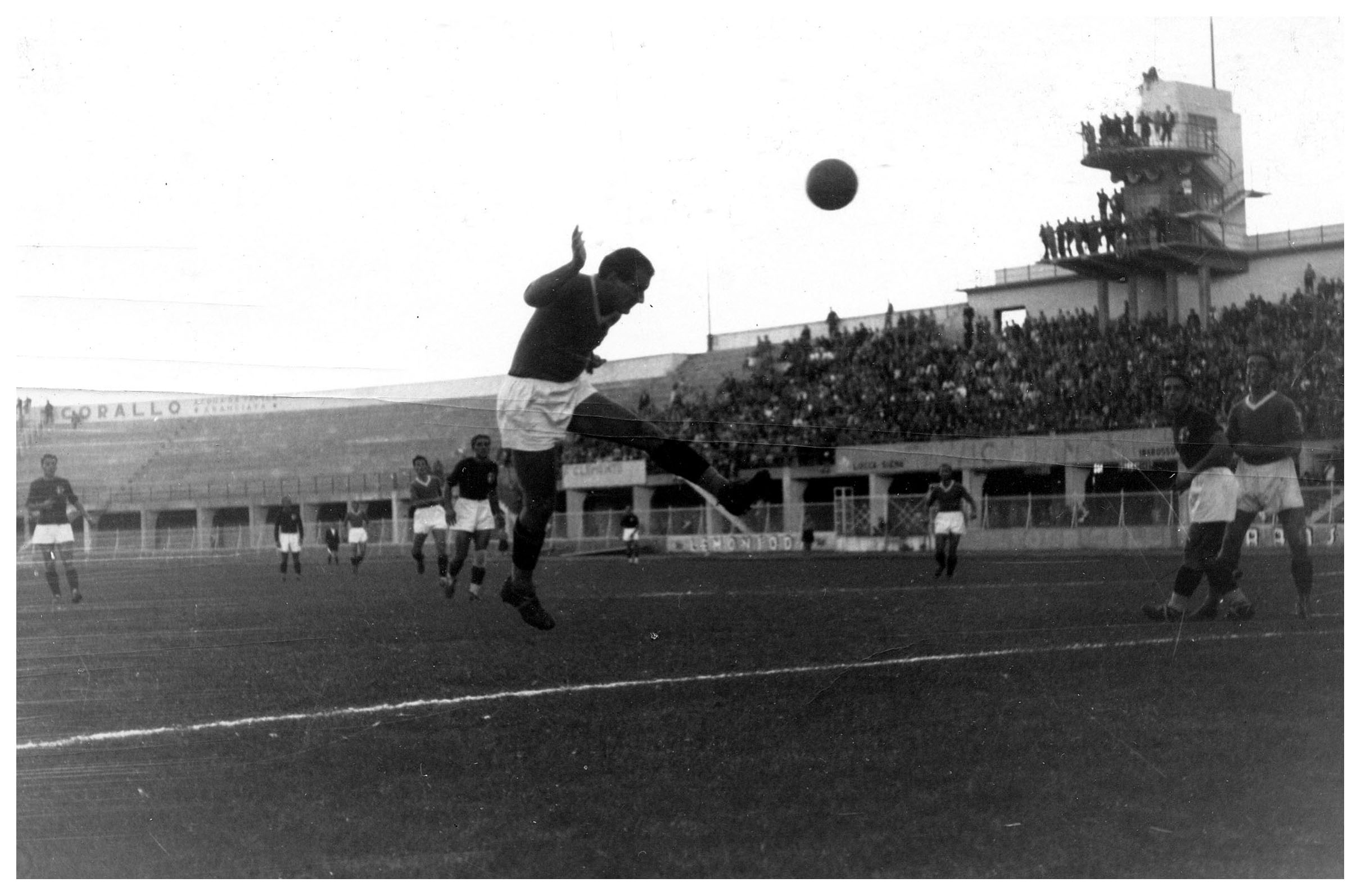
Angelini durante Livorno-Bologna 3-2, giocata il 24 aprile 1938
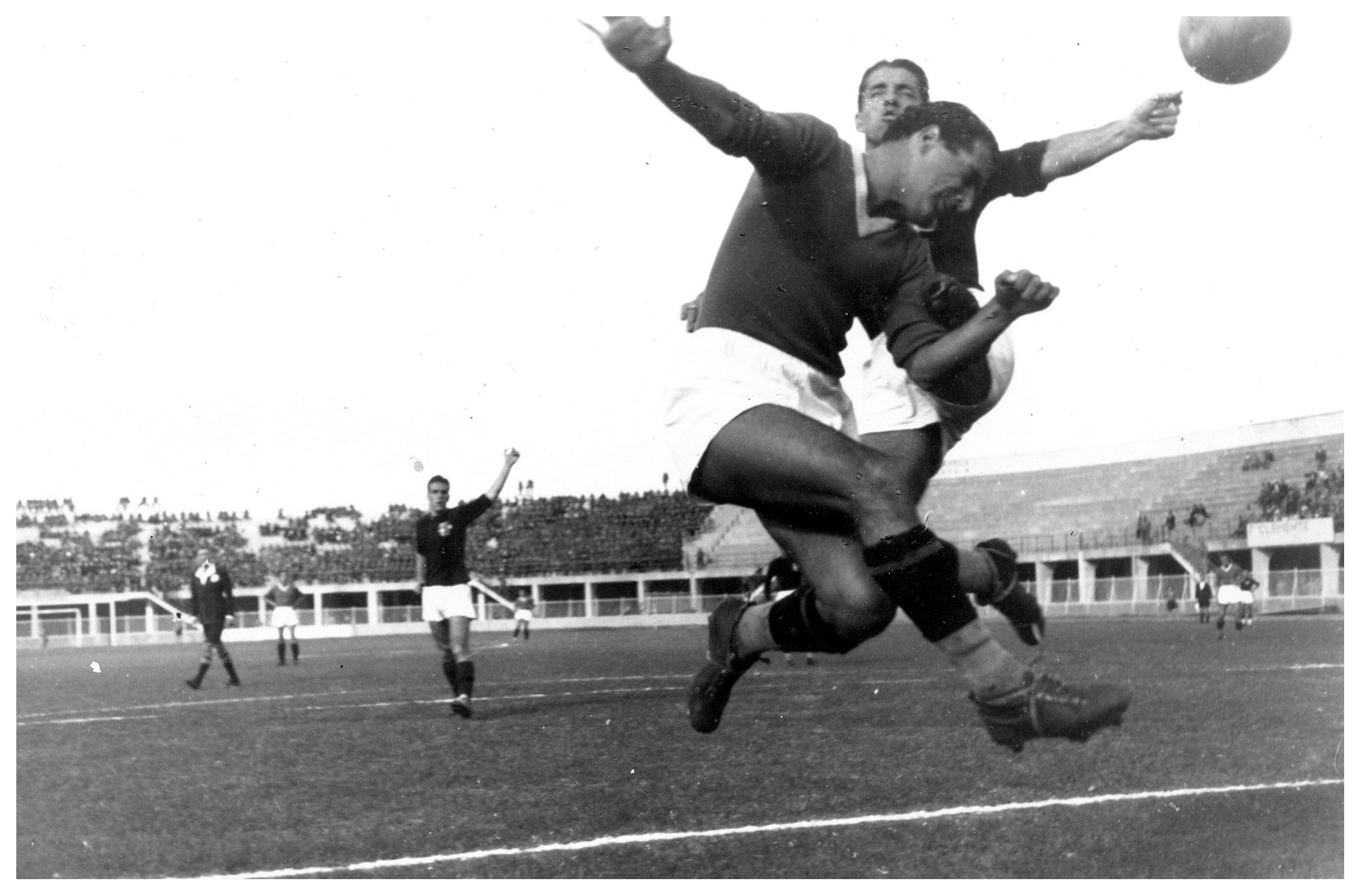
Angelini durante Livorno-Bologna 3-2, giocata il 24 aprile 1938